# Nördlingen
Nördlingen là một thị xã ở huyện Donau-Ries, bang Bavaria, Đức, với dân số 20.000 người. Thị xã nằm ở giữa của một miệng núi lửa thiên thạch phức tạp, được gọi là Ries Nördlinger. Thị xã cũng là nơi diễn ra hai trận chiến trong Chiến tranh Ba mươi năm. Ngày nay nó là một trong ba thị xã ở Đức vẫn còn hoàn toàn thành lập thành phố có tường thành, hai đô thị kia là Rothenburg ob der Tauber và Dinkelsbühl.
Một đặc điểm du lịch nổi bật của thị xã thời trung cổ là gác chuông 90 m có tên là "Daniel". Nó là một phần của Nhà thờ Giáo hội thánh Georg và được thực hiện một tác động-dăm kết được gọi là suevite có chứa thạch anh bị sốc. Các tòa nhà đáng chú ý khác là tòa thị chính (thế kỷ 13), nhà thờ St Salvator và Spital, một bệnh viện cũ thời trung cổ. Ries miệng núi lửa bảo tàng nằm ở quý được bảo quản tốt thời trung cổ thợ thuộc da.
Thành phố này là một số bảo tàng khác, chẳng hạn như Bảo tàng đường sắt Bayern, Nördlingen thành phố bảo tàng (Stadtmuseum), tường thành bảo tàng (Stadtmauermuseum) và bảo tàng Augenblick.